# غوارينيا
بلدية غوارينيا (بالإسبانية: Guareña)‏, هي إحدى بلديات مقاطعة بطليوس, التي تقع في منطقة إكستريمادورا, والتي تقع في غرب إسبانيا.
يبلغ عدد سكانها 7.383 نسمة وفقاً لإحصائية سنة (2002).